# الصلبة (جبلة)

تعديل مصدري - تعديل

الصلبة محلة تابعة لقرية الشجب، التابعة لعزلة الثوابي بمديرية جبلة إحدى مديريات محافظة إب في الجمهورية اليمنية، بلغ تعداد سكانها 109 حسب تعداد اليمن لعام 2004.